# Hellnafell
Hellnafell är en bergstopp i republiken Island. Den ligger i regionen Norðurland vestra, 170 km norr om huvudstaden Reykjavík. Toppen på Hellnafell är 391 meter över havet, eller 130 meter över den omgivande terrängen. Bredden vid basen är 2,9 km.
Trakten runt Hellnafell är nära nog obefolkad, med mindre än två invånare per kvadratkilometer. Det finns inga samhällen i närheten. Trakten runt Hellnafell består i huvudsak av gräsmarker.